# 貝謝伊峰
46°36′29″N 12°02′38″E / 46.608°N 12.044°E

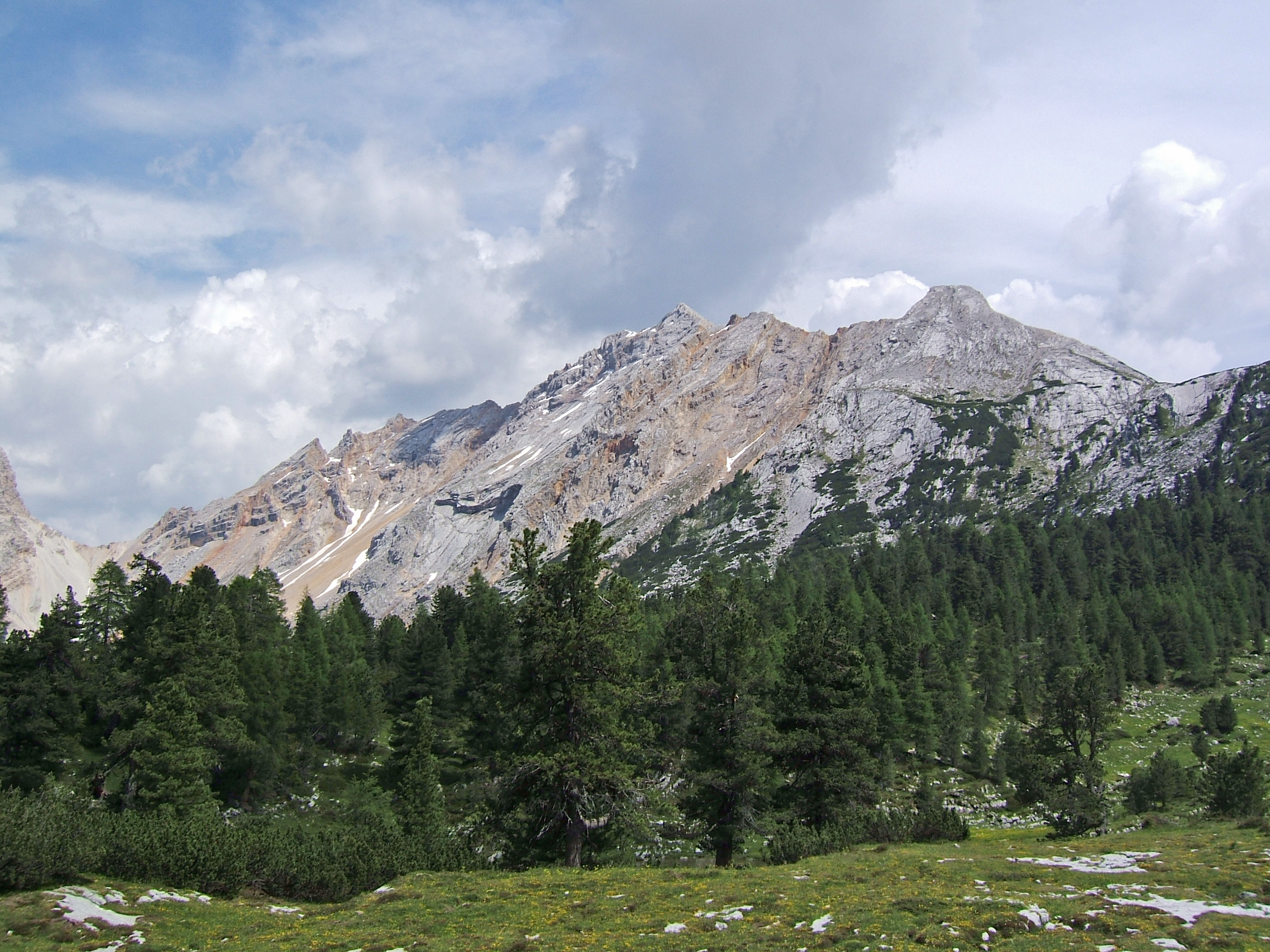

貝謝伊峰（義大利語：Col Bechei），是意大利的山峰，位於該國東北部，由博爾扎諾-南蒂羅爾自治省負責管轄，屬於多洛米蒂山的一部分，海拔高度2,794米。